# Oliera 5070
Oliera 5070 è un set da condimento disegnato da Ettore Sottsass per Alessi nel 1972.

## Storia
L'Oliera 5070 disegnata da Ettore Sottsass per Alessi rappresenta la filosofia di questa azienda che considera sostanza del design moderno la creazione di oggetti che manifestino eccezionale ciò che è usuale. Ettore Sottsass iniziò la sua collaborazione creativa con Alessi nel 1972 e l'Oliera 5070 fu uno dei suoi primi progetti per questa azienda.

## Descrizione
Il set da condimento è composto da contenitori cilindrici in cristallo; ogni componente è sovrastato da un coperchio a cupola in acciaio inox. Altra caratteristica è la praticità d'uso, in quanto il vetro rivela il proprio contenuto. L'Oliera è caratterizzata da un design semplice e rimane un utile oggetto di uso comune.
I quattro cilindri hanno il compito di contenere ognuno il suo condimento;
i due contenitori più piccoli contengono sale e pepe mentre quelli più grandi olio e aceto.
Ha un ingombro funzionale minimo e il gancio unito alla base dell'oliera consente di essere spostato facilmente.
La base è stata pensata per il raggruppamento di tutti i singoli elementi, tenuti insieme da otto piccoli cilindri in acciaio.
Grazie al materiale trasparente si possono distinguere i vari elementi all’interno dei contenitori.
Nei tappi di olio e aceto è presente un salvagocce, realizzato per massimizzare la sua funzionalità.
La base presenta al centro un lungo gancio in acciaio per sollevarla. Ai lati sono poste coppie di contenitori (due piccoli e due grandi). Questi ultimi hanno una forma cilindrica e il tappo ha una forma cupolare con dei fori in superficie (nel caso del sale e del pepe).

### Caratteristiche tecniche
| lunghezza  | 17,50 cm |
| altezza    | 18 cm    |
| profondità | 8 cm     |

## Critica
L'oggetto è valorizzato sia in senso pratico sia in senso estetico, dalla forma semplice e slanciata unita ai colori monocromi che creano eleganza e raffinatezza.
La sua essenzialità permette all'oggetto di essere inserito in contesti diversi.